# Arielská univerzita
Arielská univerzita (hebrejsky:אוניברסיטת אריאל, Universitat Ari'el; dříve Arielské univerzitní centrum v Samaří) je izraelská univerzita ve městě Ariel v Palestině v Samaří (na Izraelem okupovaném Západním břehu Jordánu). Před povýšením statusu na plnohodnotnou univerzitu v prosinci 2012 to byla největší izraelská škola typu college.
Byla založena roku 1982 jako pobočka Bar-Ilanovy univerzity a původně sídlila v Kedumim, ale byla přestěhována do Arielu, aby se dále rozvíjela. Osamostatnila se roku 2004. Dnes má tři fakulty, 26 oddělení pro bakalářská i magisterská studia a pobočku v Tel Avivu. Je na ní zapsáno 14 tisíc studentů a je otevřená všem izraelským občanům. Studují zde izraelští Arabové (asi 600) a největší počet etiopských studentů ze všech izraelských univerzit.
Univerzita spolupracuje s mezinárodními organizacemi a univerzitami z celého světa. Zároveň je univerzita částečně bojkotována izraelskou i neizraelskou akademickou obcí pro její umístění za Zelenou linií.

## Akademické bojkoty
V dubnu 2005 britská Asociace univerzitních pedagogů (AUT) po krátkou dobu bojkotovala Bar-Ilanovu univerzitu kvůli jejímu spojení s Arielem.
V roce 2009 španělské ministerstvo bydlení vyloučilo univerzitu z účasti na mezinárodní architektonické soutěži. Podle španělské vlády bylo důvodem tohoto rozhodnutí umístění univerzity na okupovaných palestinských územích. Liga proti hanobení (Anti-Defamation League, ADL) požádala španělskou vládu a americké ministerstvo pro energetiku, aby přehodnotily rozhodnutí vyloučit izraelské výzkumníky z mezinárodní soutěže v oboru solární energie v Madridu.
Na začátku roku 2011 oznámilo více než 150 izraelských akademiků bojkot univerzity kvůli rozšiřování osad. Ve svém prohlášení mimo jiné napsali: "Ariel není součástí svrchovaného teritoria Izraele, proto po nás nikdo nemůže požadovat účast na tamních aktivitách."
Pro své umístění na okupovaných územích je univerzita vyloučena z možnosti přijímat granty z EU a z německo-izraelské Nadace pro vědecký výzkum a vývoj. V roce 2018 několik významných světových fyziků (mj. David Gross, Martin Rees a Ed Witten) v otevřeném dopisu vyzvali své kolegy, aby se neúčastnili konference na Arielské univerzitě a neúčastnili se pokusů "normalizovat okupaci palestinských území".